# Dialeto wenzhou
A língua Wenzhou (chinês tradicional: 溫州話, chinês simplificado: 温州话, pinyin: wēnzhōuhuà), também chamada Oujiang (chinês tradicional: 甌江話, chinês simplificado: 瓯江话, pinyin: ōujiānghuà) ou Dong'ou (東甌), é o idioma de Wenzhou, província de Zhejiang, China. É a mais divergente forma da língua wu, sendo por alguns considerada como uma língua separada. Apresenta claros elementos  das línguas min, que são falas ao sul da área Wu. O nome Oujiang é por vezes usadocomo um termo mais genérico, sendo que Wenzhou é usado para a própria língua Wenzhounesa em sensu stricto.
É falada pelo povo Wenzhounês da etnia Han, não sendo um idioma mutuamente inteligível com as línguas Wu vizinhas do norte e oeste. Ao sul se falam a língua min oriental (Min-Dong) e a língua oficial da China, o Mandarim.
Devido à sua notável longa história e as características de isolamento geográfico da região da sua presença, o chinês Wenzhou chinesa é tão “excêntrico” em sua fonologia que tem reputação de ser o "dialeto menos compreensível" para um falante mandarim. A língua preserva o vocabulário bem clássico chinês já perdidos em outros lugares e apresenta fortes diferenças gramaticais em relação ao mandarim. 
O Wenzhou é, junto com as formas Cantonesa, Minnan, Teochew e Hakka uma das cinco variedades Siníticas do mandarim padrão utilizadas para a radiodifusão pela “China Radio International”.

## Dialetos
Oujiang (Dong'ou) 甌江 (東甌)
- Wenzhou  溫州話
- Ruian  瑞安話
- Wencheng  文成話

A diferença mais importante entre os dialetos orientais Oujiang, tais como o Wencheng, e o próprio Wenzhou são divergencias tonais (Wencheng não tem sons decrescentes nem a retenção de /f/ antes de /o/:
|          | 八 | 风  | 到 | 晓得  |
| -------- | -- | --- | -- | ----- |
| Wenzhou  | pʊ | hoŋ | tɜ | ɕadei |
| Wencheng | bɔ | foŋ | tɶ | ɕɔdi  |

Os tons de todos outros dialetos Oujiang são similares ao Wenzhounês. (O Wenzhounês puu transcreve a extensão maior de todo o tom).

## Fonologia
Romanização

### Consoantes
|                     |                      | bilabial | labio-dental | alveolar | alveolar-palatal | palatal | velar | glotal |
| ------------------- | -------------------- | -------- | ------------ | -------- | ---------------- | ------- | ----- | ------ |
| nasal oclusiva      | sonora               | m        |              | n        | ȵ                |         | ŋ     |        |
| nasal oclusiva      | surda                | ʔm       |              | ʔn       | ʔȵ               |         | ʔŋ    |        |
| plosiva             | sonora               | b        |              | d        |                  |         | ɡ     |        |
| plosiva             | surda – não aspirada | p        |              | t        |                  |         | k     |        |
| plosiva             | surda aspirada       | pʰ       |              | tʰ       |                  |         | kʰ    |        |
| fricativa           | sonora               |          | v            | z        |                  |         |       | ɦ      |
| fricativa           | surda                |          | f            | s        | ɕ                |         |       | h      |
| africada            | sonora               |          |              | dz       | dʑ               |         |       |        |
| africada            | surda não aspirada   |          |              | ts       | tɕ               |         |       |        |
| africada            | surda aspirada       |          |              | tsʰ      | tɕʰ              |         |       |        |
| aproximante         | aproximante          |          |              |          |                  | j       |       |        |
| lateral aproximante | lateral aproximante  |          |              | l        |                  |         |       |        |

### Vogais
A vogais são IPA|a ɛ e i ø y ɜ ɨ o u. Os ditongos são IPA|ai au ei øy ɤu/ou iɛ uɔ/yɔ. Os final de palavras em IPA|aŋ eŋ oŋ e IPA|ŋ̩ silábica.